# Filep Gyula (orvos)

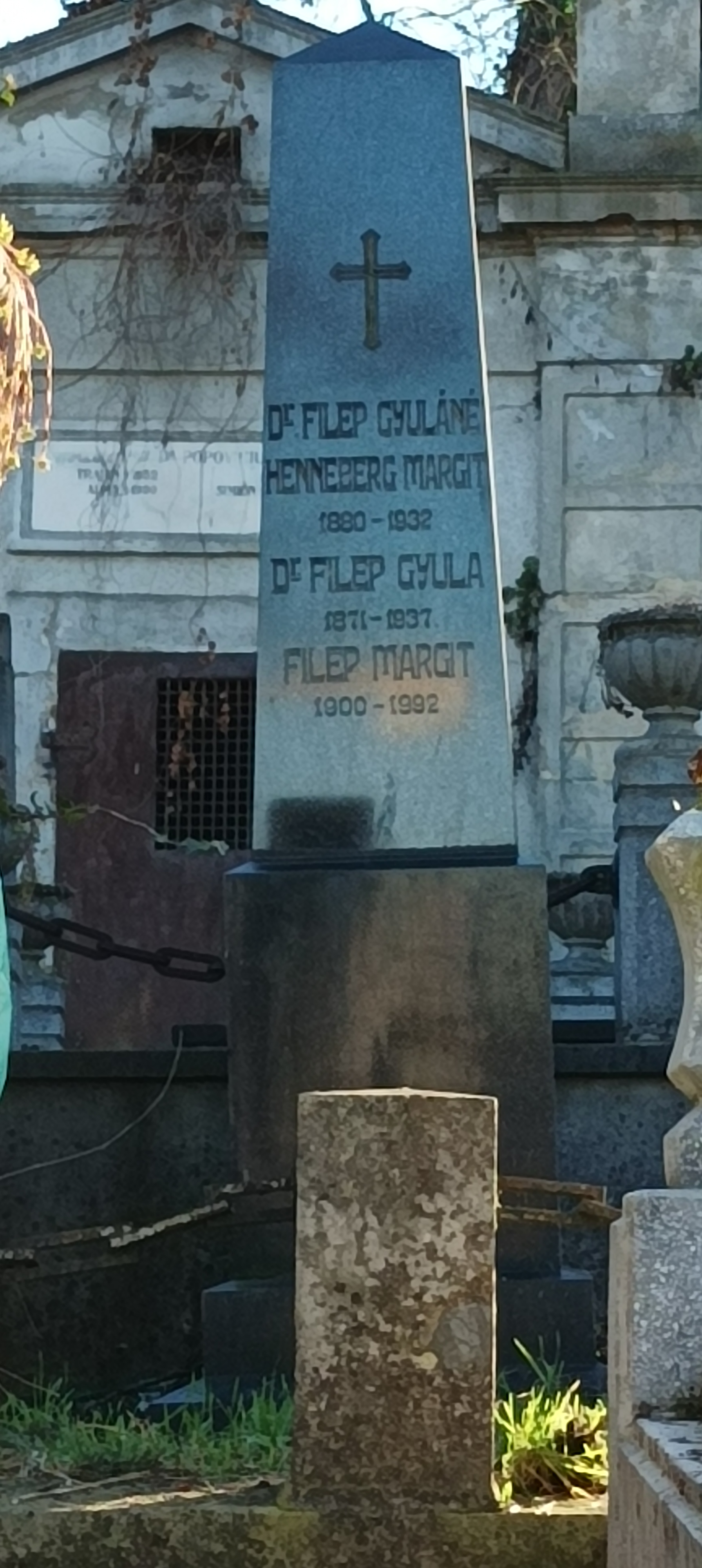
Sírja a Házsongárdi temető II.b. parcellájában

Filep Gyula (Páncélcseh, 1871. június 17. – Kolozsvár, 1937. július 12.) erdélyi sebész, belgyógyász, főorvos, egyetemi tanár, kórházigazgató. 

## Életpályája
Az elemi osztályokat szülőfalujában végezte állami iskolában, majd Kolozsváron folytatta a református kollégiumban, ahol 1889-ben érettségizett. Mindvégig jeles tanuló volt. A kolozsvári egyetem orvosi karán is minden tárgyból jelesre vizsgázott, és 1894-ben diplomát szerzett. Ő volt az egyetemen az első, akit királygyűrűs doktorrá (sub auspiciis regis) avattak. Ezen az 1896-os egyetemi ünnepségen jelen volt Wlassics Gyula vallás- és közoktatásügyi miniszter is a király képviseletében.
Belgyógyász gyakornokként kezdte meg orvosi tevékenységét, majd kilenc hónapig ösztöndíjasként külföldön gyarapította tudását a sebészet terén. Hazatérte után tanársegéd lett az egyetem közegészségügyi intézetében. Fokozatosan megszerezte a tisztiorvosi, egészségtan tanári és iskolaorvosi képesítéseket.  1903-ban Kolozsvár törvényhatósága tisztiorvosnak, majd tisztifőorvosnak nevezte ki. Két évre rá az egyetemen az egészségtani vizsgálati módszerek magántanára lett. Kitartó, fáradhatatlan munkájának eredményeképpen a belgyógyászat egyik legelismertebb képviselője lett. Betegei rajongtak érte, mert mindenkivel legjobb tudása szerint foglalkozott. Később Kolozs vármegye főorvosa lett.
1919 januárjában lemondott vármegyei főorvosi állásáról, hogy gyakorló orvosként működhessen tovább, később pedig az egyetem elmenekülése miatt elveszítette egyetemi tanári állását is. Elfogadta több református iskola és a református teológia egészségtan tanári katedráját, több iskolában iskolaorvos is volt. Az 1933-ban alakult Református Diakonissza Kórház első igazgatója lett. Ebben a szerepben élete utolsó éveiben a legnagyobb lelkiismerettel, reggeltől estig dolgozva szolgálta az intézmény érdekeit.   
Orvosi munkája mellett fontosnak tartotta a népegészségügy szolgálatát. Előadásokat tartott a különböző betegségekről, járványokról, cikkeket közölt szaklapokban. Több mint 38 tudományos dolgozata jelent meg. Egyik igen értékes, de sajnos kéziratban maradt dolgozata, A vörheny, kanyaró, hörghurut, difteria és tífusz által okozott halálozáseloszlás hazánk területén 1892-től 1905-ig húsz statisztikai táblázattal és 67 térképpel, amelyért Maizner-díjat kapott.  
1937-ben halt meg rákbetegségben, július 14-én nagy részvét mellett temették a Házsongárdi temetőbe.